# Queens Park Rangers F.C.
Queens Park Rangers Football Club, poznan tudi pod imeni Rangers in QPR je angleški nogometni klub iz londonske četrti Shepherd's Bush. Ustanovljen je bil leta 1882 in trenutno igra v 2. angleški nogometni ligi.
Uradno je klub pod tem imenom nastal leta 1886, ko sta se združila kluba Christchurch Rangers (ustanovljen 1882) in St. Jude's (ustanovljen 1884). To ime pa si je nadel zato, ker je večina nogometašev prihajala iz istoimenske četrti na severozahodu Londona. Prvi vidnejši uspeh kluba je nastal v sezoni 1966/67, ko je v končnici tekme premagal West Bromwich Albion na slovitem Wembleyu in si tako priigral ligaški pokal. S tem si je naslednje leto tudi zagotovil mesto v Premier ligi, a nato po koncu sezone iz nje izpadel. Druga vidnejša uspeha kluba pa sta osvojitev naziva podprvaka Premier lige v sezoni 1975/76 in osvojitev naziva podprvaka FA pokala v sezoni 1981/82, ko je v skupnem seštevku finalnega obračuna klonil proti Tottenhamu (1-1, 0-1). Queens Park Rangers pa je še dvakratni prvak (1982/1983, 2010/2011), enkratni podprvak (1972/1973) ter play-off zmagovalec (2013/2014) 2. lige, enkratni prvak (1947/1948) in dvakratni podprvak (1946/1947, 2003/2004) 3. lige, podprvak ligaškega pokala (1985/1986) in dvakratni podprvak FA Charity Shield tekmovanja (1908/1909, 1912/1913).
Domači stadion kluba je Loftus Road, ki sprejme 18.439 gledalcev. Barvi dresov sta bela in modra. Vzdevka kluba sta The Hoops in The Rs

## Rivalstvo
Rivali kluba so Watford, Luton in Cardiff.